# 北冶砖塔
北冶砖塔，又名王应魁星塔，位于山西省临汾市翼城县王庄乡北冶村北冶完小内。
北冶砖塔建于清康熙二十九年（1690年），是一座圆形实心塔，高15米，直径2.1米。大部乱石砌筑，顶部砖砌，基座石砌，呈长方形。
1987年8月20日，北冶砖塔公布为翼城县文物保护单位。